# Cleidiocarpon cavaleriei
Cleidiocarpon cavaleriei är en törelväxtart som först beskrevs av Augustin Abel Hector Léveillé, och fick sitt nu gällande namn av Airy Shaw. Cleidiocarpon cavaleriei ingår i släktet Cleidiocarpon och familjen törelväxter. IUCN kategoriserar arten globalt som sårbar. Inga underarter finns listade i Catalogue of Life.